# وین هریسون
وین هریسون (انگلیسی: Wayne Harrison; ۱۵ نوامبر ۱۹۶۷ – ۲۵ دسامبر ۲۰۱۳) بازیکن فوتبال اهل بریتانیا بود.
از باشگاه‌هایی که در آن بازی کرده‌است می‌توان به باشگاه فوتبال اولدهام اتلتیک، و باشگاه فوتبال لیورپول، باشگاه فوتبال اولدهام اتلتیک، و باشگاه فوتبال کرو آلکساندرا اشاره کرد.